# Parchim (district)
Districtul Parchim este un district rural (Landkreis) în landul Mecklenburg-Pomerania Inferioară, Germania.